# General Atomics MQ-1 Predator
General Atomics MQ-1 Predator je bezpilotní letoun (anglicky: Unmanned Aerial Vehicle – UAV) letectva Spojených států charakterizovaný jako bezpilotní systém MALE (medium-altitude, long-endurance). Tento letoun se vyznačuje střední operační výškou letu a dlouhou vytrvalostí. Letoun byl původně využíván výhradně pro průzkumné účely (RQ-1A) a později vznikla jeho modifikovaná ozbrojená verze (MQ-1) vyzbrojená dvěma řízenými střelami AGM-114 Hellfire. Predator je v provozu od roku 1995. Byl nasazen v bojích o Afghánistán, Bosnu, Kosovo, Irák, Jemen a Libyi.
MQ-1 Predator není jen letadlo, ale celý systém. Plně operační systém zahrnuje čtyři letouny (se senzory) a pozemní řídicí základnu, primární satelitní komunikační sadu a 55 osob.
Predator je v systému bezpilotních letounů U.S. Air Force označován jako stroj s charakteristikami „Tier II“.
Systém Predator byl původně navržen jako RQ-1 Predator, které označuje „R“ jako průzkumný a „Q“ jako bezpilotní systém.
„1“ označuje tento stroj jako první z bezpilotních letounů s tímto určením. Předvýrobní řada byla označována jako RQ-1A, zatímco RQ-1B označovala pozdější kusy sériové výroby (nezaměňujte s RQ-1 Predator B, ze kterého se později stal MQ-9 Reaper).
Aktuální předprodukční série je značena RQ-1K a finální sériové kusy jsou RQ-1L. V roce 2002 Letectvo Spojených států oficiálně změnilo určení letounu na MQ-1 („M“ znamená multi-role – víceúčelový), které odráží používání ozbrojené verze.

## Specifikace

### Technické údaje
- Posádka: 0
- Rozpětí: 14,8 m
- Délka: 8,22 m
- Výška: 2,1 m
- Nosná plocha: 11,5 m²
- Hmotnost prázdného stroje: 512 kg
- Maximální vzletová hmotnost: 1020 kg
- Pohonná jednotka: 1x čtyřválcový motor Rotax 914F, 85 kW (115 koní)

### Výkony
- Maximální rychlost: 218 km/h
- Cestovní rychlost: 130 km/h
- Pádová rychlost: 99 km/h
- Dolet: 740 km
- Dostup: 7 620 m
- Vytrvalost: více než 24 h / 14 h s výzbrojí
- Zátěž křídel:
- Tah/Hmotnost:

### Výzbroj
- 2x AGM-114 Hellfire (MQ-1A)
- 2x AIM-92 Stinger (MQ-1A)